# Лузгаринская волость
Лузгаринская волость — волость в составе Егорьевского уезда Рязанской губернии, с 1922 года Егорьевского уезда Московской губернии, существовавшая до 1929 года. Волостной центр — деревня Лузгаринская. До 2020 года территория волости в городе Шатура в Шатурском районе. 

## История
Лузгаринская волость существовала в составе Егорьевского уезда Рязанской губернии. Административным центром волости была деревня Двойни. В 1922 году Егорьевский уезд был включен в состав Московской губернии.
22 июня 1922 года волость была укрупнена путём присоединения к ней части селений Горской (деревня Пожинская), Кривандинской и Семеновской волости.
В ходе реформы административно-территориального деления СССР в 1929 году Лузгаринская волость была упразднена.

## Состав
На 1885 год в состав Лузгаринской волости входило 2 села и 24 деревни.
| Вид     | Наименование        | Население, чел. (1885 год) | Население, чел. (1905 год) |
| ------- | ------------------- | -------------------------- | -------------------------- |
| деревня | Лузгаринская        | 313                        | 875                        |
| деревня | Вяхирево            | 177                        | 265                        |
| деревня | Бардуки             | 1170                       | 1652                       |
| деревня | Ананкино            | 87                         | 106                        |
| деревня | Горяиновская        | 379                        | 508                        |
| деревня | Васюковская         | 363                        | 511                        |
| деревня | Варюковка           | 417                        | 533                        |
| деревня | Воронинская         | 328                        | 475                        |
| деревня | Тарбеиха            | 96                         | 132                        |
| деревня | Перинская, Ботино   | 379                        | 576                        |
| деревня | Гавриловская        | 85                         | 109                        |
| деревня | Ново-Сидориха       | 282                        | 413                        |
| деревня | Новая Курьяниха     | 45                         | 66                         |
| деревня | Яковлевские выселки | 35                         | 49                         |
| деревня | Старая Курьяниха    | 153                        | 211                        |
| деревня | Дуреевская          | 209                        | 271                        |
| деревня | Кузяевская          | 198                        | 256                        |
| деревня | Климовская          | 182                        | 232                        |
| деревня | Мелиховская         | 157                        | 202                        |
| деревня | Инюшинская          | 183                        | 202                        |
| деревня | Старое Алексино     | 188                        | 455                        |
| деревня | Малое Алексино      | 45                         | -                          |
| деревня | Ново-Алексино       | 119                        | 118                        |
| деревня | Харинская           | 321                        | 378                        |
| село    | Туголес             | 61                         | 96                         |
| село    | Кривандино          | 23                         | 31                         |

## Землевладение
Население составляли 40 сельских общин — все бывшие помещичьи крестьяне. Все общины имели общинную форму землевладения. 35 общин делили землю по ревизским душам, остальные по работникам. Луга в основном делились ежегодно, в редких случаях вместе с пашней. Лес в основном делился ежегодно, а в 2 общинах рубили сколько кому потребуется.
Многие общины арендовали вненадельную, преимущественно луговую землю. Домохозяева, имевшие арендную землю, составляли около 57 % всего числа домохозяев волости.

## Сельское хозяйство
Земля в волости была посредственная, почва песчаная, частью глинистая или наилистая. Луга были полевые или лесные, частично болотистые, в некоторых общинах были заливные луга. Лес больше дровяной, а в 14 общинах его вовсе не было, в некоторых общинах попадался строевой. Крестьяне сажали рожь, гречиху, просо и картофель. Овса не сеяли. Топили дровами и сучьями.

## Местные и отхожие промыслы
Основными местными промыслами были ткание нанки, изготовление спичечной соломы и пилка дров. В 1885 году тканием нанки занимались 169 человек как мужчины, так и женщины. Подворной переписью в волости было зарегистрировано около 650 семей (74 % всех домохозяев), у которых имелось до 1000 станов. Изготовлением соломы для спичек, а также её скупкой и продажей занимались 228 человек. Солому сбывали в свой Егорьевский уезд, а также в Московскую губернию, Москву и Коломну. Пилкой дров занимались 232 человека.
Также в волости имелось 71 плотник, 13 кузнецов, 5 слесарей, 9 печников, 16 мотальщиков бумаги, 16 возчиков. 15 сапожников, 5 столяров, 11 валяльщиков сапогов, 15 деготников, 5 мельников, 30 мастеровых, 41 торговец и фабрикант и около 100 человек пастухов, сторожей, чернорабочих и пр. Из женщин 33 мотали бумагу, 5 работали на фабриках, а также многие занимались собиранием грибов и ягод.
В 1885 году на заработки уходили 323 мужчины и 41 женщина. Большинство из них были плотники — 225 человек. Из остальных промысловых 40 ткачей или прядильщиков, 9 на спичечных фабриках, 5 на стеклянном заводе, 10 различных мастеровых, 14 приказчиков и конторщиков, 5 подрядчиков и торговцев, остальные чернорабочие, дворники и пр. Из женщин 34 работали на фабриках (ткацких, спичечных и стеклянных), остальные в кухарках, няньках и пр. На заработки уходили в Московскую и Владимирскую губернии.

## Инфраструктура
В 1885 году в волости имелось 16 дегтярных заводов, 10 кузниц, 3 слесарни, 7 ветряных мельниц, 3 заведения для валки сапог, 1 кирпичный завод, 4 крупорушалки, 3 маслобойни, 2 трактира, 3 постоялых двора, 1 ренсковый погреб, 3 питейных заведения, 2 мануфактурных, 1 харчевая, 1 чайная и 3 мелочных лавки и 2 пекарни. Школы имелись в селе Кривандино и в деревне Лузгарино при Волостном Правлении. Кроме того в некоторых общинах были свои учителя.